# Ла-Флуреста
Ла-Флуреста — село в Іспанії, у складі автономної спільноти Каталонія, провінції Леріда.